# Capanna Piandios
Die Capanna Piandios ist eine Schutzhütte in der Gemeinde Acquarossa im Kanton Tessin in den Lepontinischen Alpen auf einer Höhe von 1867 m ü. M. und liegt am Fusse des Pizzo Molare.

## Geschichte und Beschreibung
Die Hütte wurde im Jahre 1963 eingeweiht und später erweitert.
Die Hütte verfügt über zwei Etagen mit einem Aufenthaltsraum für etwa 35 Personen, zwei weiteren Räumen und einer Dachwohnung. In Abwesenheit des Hüttenwarts besteht die Möglichkeit, sich mit zur Verfügung stehenden Holz- und Gasherden sowie Küchenutensilien selbst zu versorgen. Die Toiletten und fliessendes Wasser mit Dusche sind im Gebäude. Die Heizung erfolgt durch Holz, die Stromversorgung über Solarzellen. Es gibt einen Aussenplatz mit Tischen und einem Brunnen.

## Verkehrsverbindungen
- Ghiariva 1658 m ü. M.: Ghiariva kann mit dem Auto erreicht werden. Gehzeit: 30 min, Höhenunterschied: 200 m, Schwierigkeitsgrad: T1
- Leontica 875 m ü. M.: Leontica kann auch mit öffentlichen Verkehrsmitteln erreicht werden. Gehzeit: 3 Stunden, Höhendifferenz: 1000 m, Schwierigkeitsgrad: T2
- Camperio 1221 m ü. M.: Camperio kann auch mit öffentlichen Verkehrsmitteln erreicht werden. Gehzeit: 3½ Stunden, Höhenunterschied: 600 Meter, Schwierigkeitsgrad: T1

## Anstiege
- Passo Bareta 2274 m ü. M.: Gehzeit 1½ Stunden, Höhenunterschied: 400 m, Schwierigkeitsgrad: T3.

## Nachbarhütten
- Capanna Gorda 1½ Stunden
- Rifugio Gana Rossa 2 Stunden
- Capanna Prodör 3 Stunden
- Capanna Pian d’Alpe 5 Stunden